# Costică Voicu
Costică Voicu, originar din Grindu, Ialomița, este un chestor român de poliție, care a îndeplinit funcția de inspector general al Inspectoratului General al Poliției.
A fost înaintat la gradul de general de divizie (cu 2 stele) la 22 noiembrie 1996 .
A absolvit Facultatea de Drept din București.
Generalul de divizie Costică Voicu a fost eliberat din funcția de inspector general al Inspectoratului General al Poliției la 3 martie 1997 și pus la dispoziția Ministerului de Interne .
Prof. univ. dr. și chestor principal de poliție Costică Voicu a fost rectorul Academiei de Poliție "A.I. Cuza" în perioada 2000-2008. 
În prezent este profesor al Academiei de Poliție din București.

## Lucrări publicate
- Teoria generală a dreptului (Ed. Charta, Brasov, 1999)
- Teoria generală a dreptului (Ed. Lumina Lex, 2002)
- Teoria generală a dreptului - Curs universitar (Ed. Universul Juridic, 2005)
- Istoria statului și dreptului românesc - Curs universitar (Ed. Universul Juridic, 2006)